# فيرلي بيمنتة
فيرلي بيمنتة هي بلدية في مدينة تورينو الحضرية، في منطقة بيمنتة الإيطالية، وتقع على بعد حوالي 25 كيلومتر (16 ميل) جنوب غرب تورينو . تقع على الضفة اليسرى لنهر ليمينا.
تقع فيرل بيمونتي على حدود البلديات التالية: كاستانولي بيمنتة، وأوساسيو، وسيرسيناسكو، وفيغوني، وبانكاليري.